# Saint-Pardoux, Puy-de-Dôme

Saint-Pardoux este o comună în departamentul Puy-de-Dôme, Franța. În 1 ianuarie 2022 avea o populație de 428 de locuitori.